# مهدي محمدي (لاعب كرة قدم)
مهدي محمدي (بالفارسية: مهدی محمدی) هو لاعب كرة قدم إيراني، ولد في 28 أبريل 1981 في طهران في إيران. لعب مع نادي بيكان ونادي ستيل آذين ونادي صبا قم ونادي فجر شهيد سباسي ونادي مس كرمان.